# Convent dos Capuchos (Sintra)

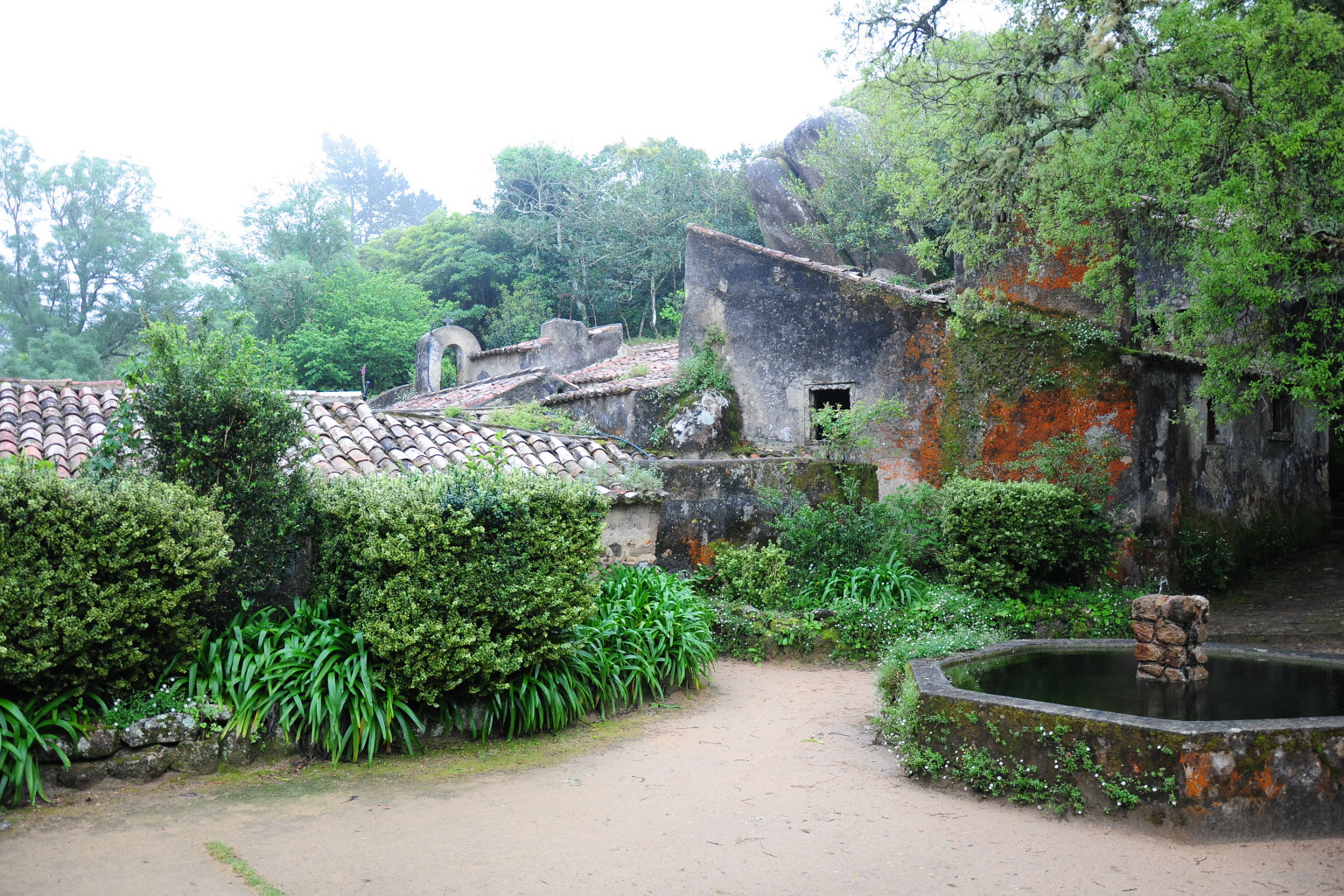
Vista general del Convent dels Capuchos

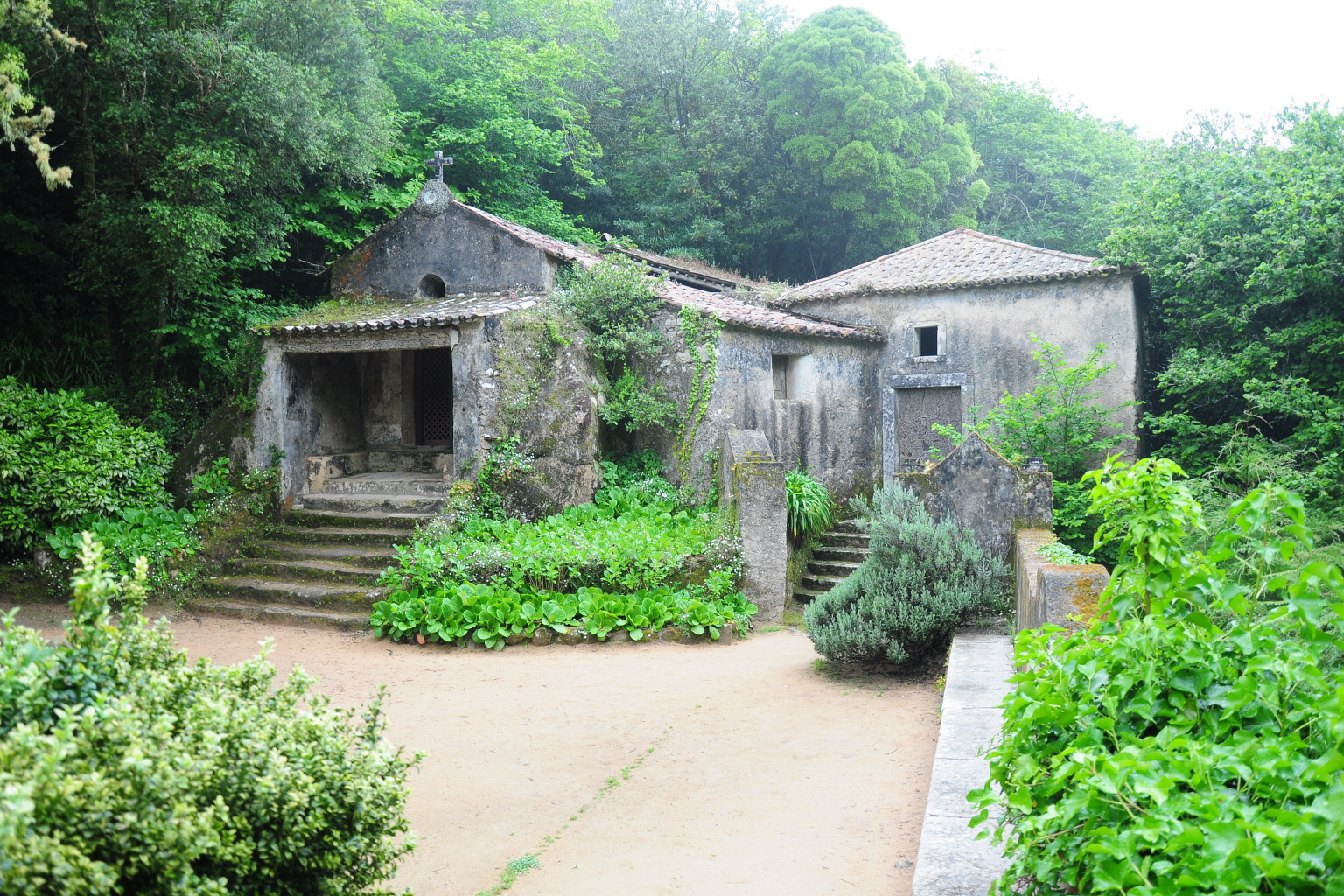
La capella del Convent dels Capuchos

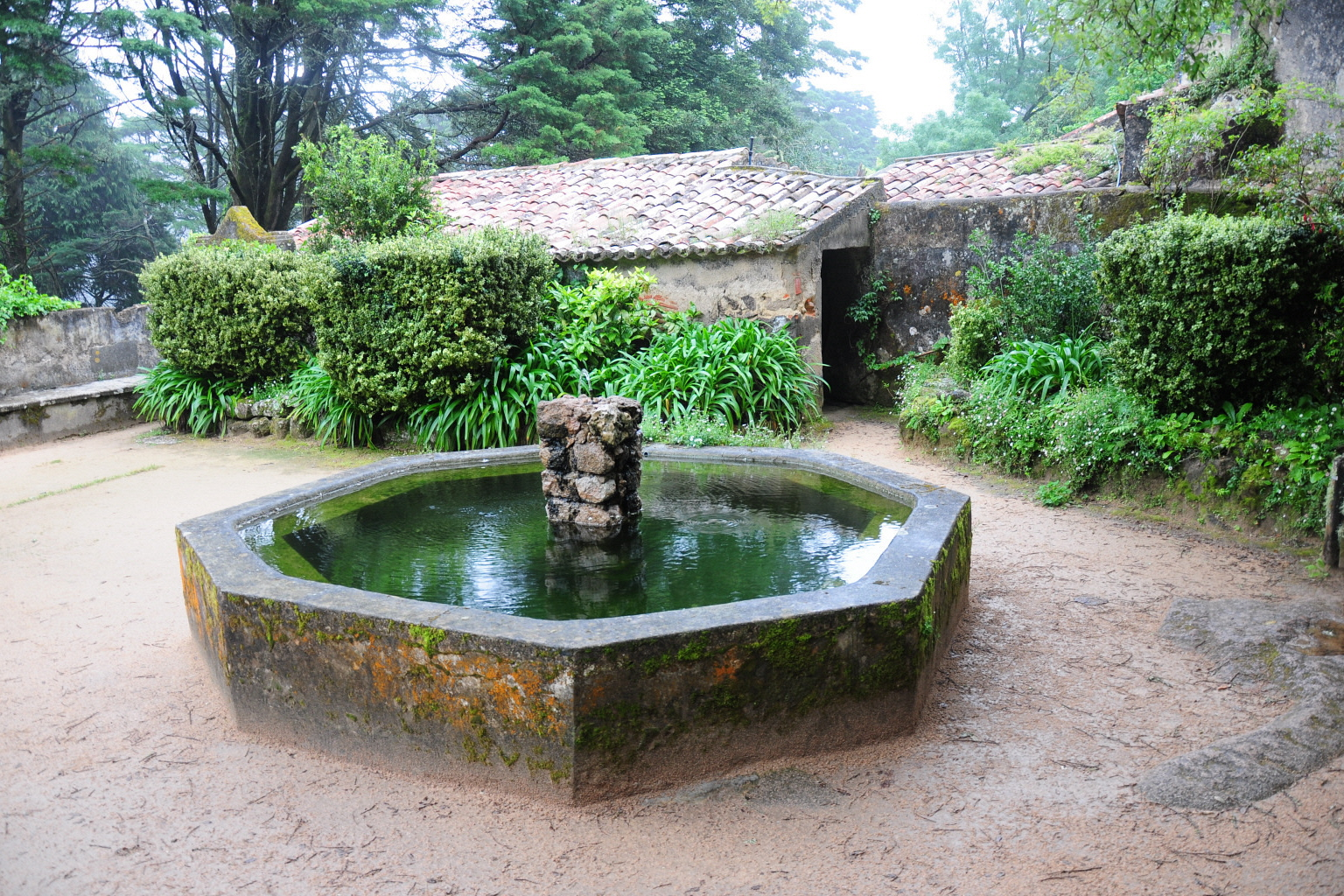
El claustre del Convent dels Capuchos

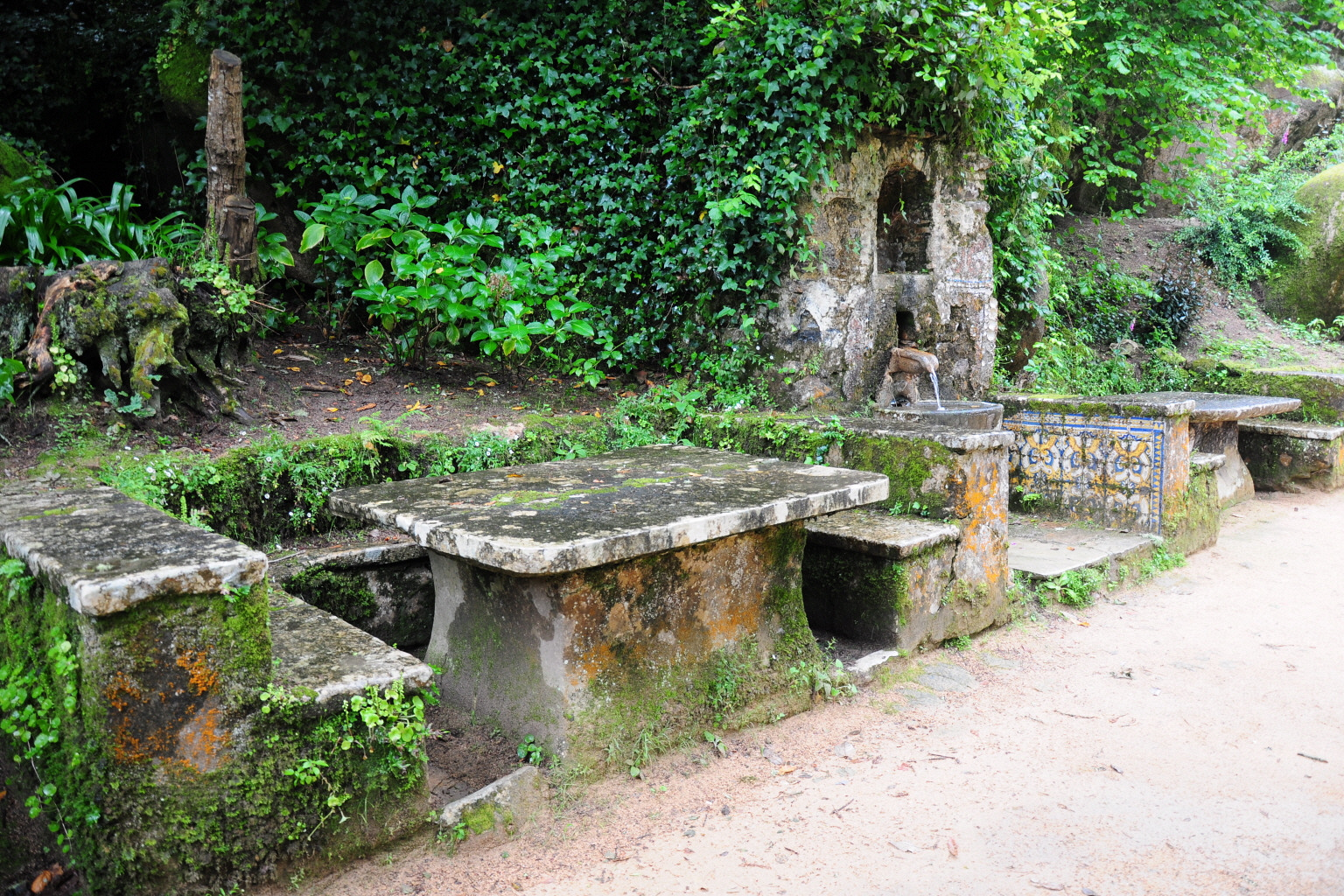
Font i taules a l'exterior del convent

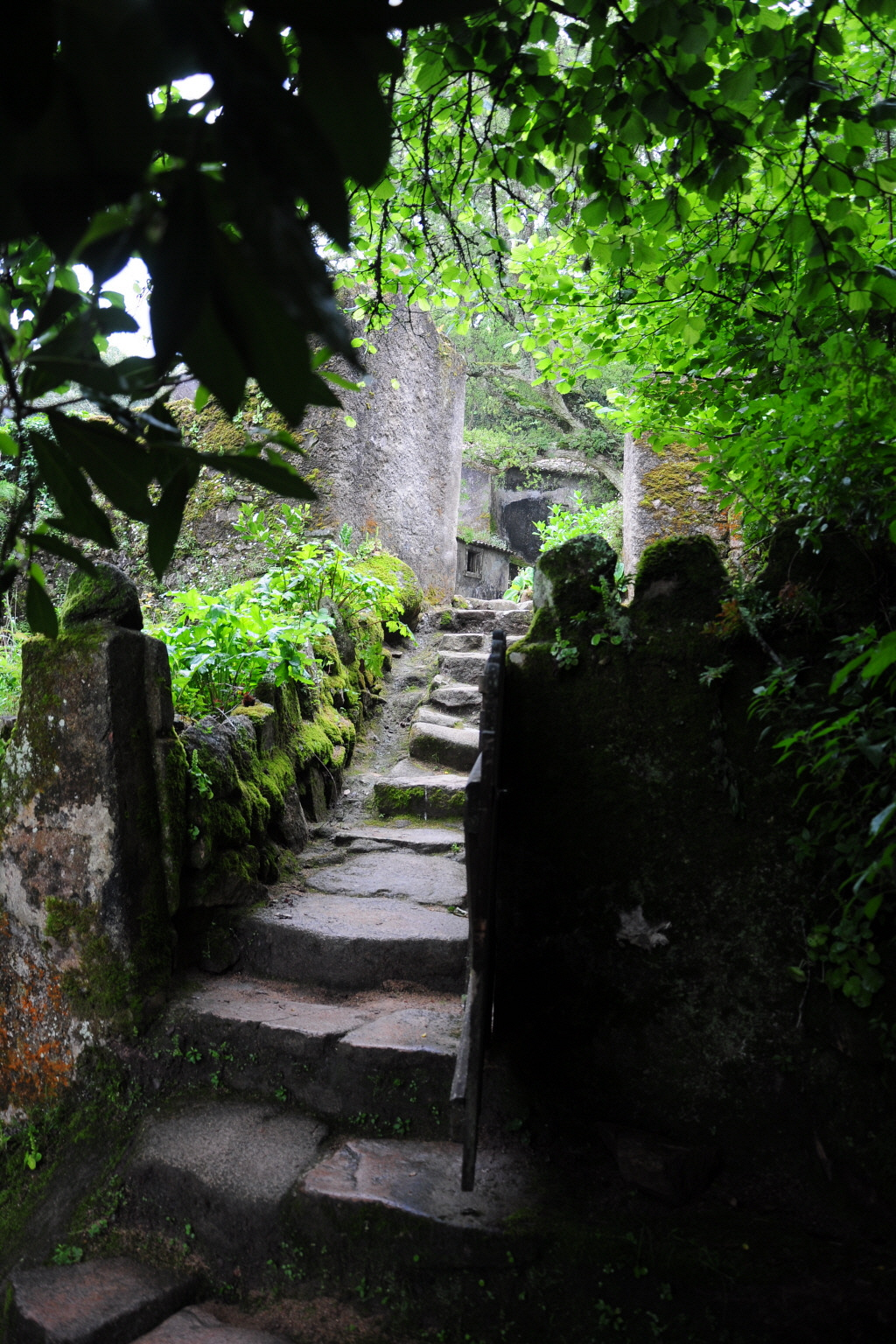
Escales d'accés al convent

El Convent dels Capuchos (també anomenat Convent de Santa Cruz) és un antic convent de l'Orde de Sâo Francisco que es troba a la serra de Sintra, a la freguesia de Sâo Martinho, municipi de Sintra, districte de Lisboa, Portugal.

## Història
Segons la llegenda, durant una cacera a la serra de Sintra, perseguint un cérvol, el 4t virrei de l'Índia, João de Castro, es perdé i s'adormí de cansament sota una roca. En el somni, se li revelà la necessitat d'erigir un temple cristià en aquell indret.
Quan morí, al 1548, sense haver pogut acomplir aquesta obligació, la va transmetre al seu fill. Així, un convent de frares franciscans de la més estricta observança de la província d'Arrábida s'hi fundà al 1560 per Álvaro de Castro, conseller d'estat de Sebastià I de Portugal i administrador d'Hisenda.
La primitiva comunitat la componien vuit frares, i el més conegut n'era fra Honório, que, segons la llegenda, viviu vora 100 anys, malgrat que les darreres tres dècades les passà fent penitència en una petita cova dins la tanca del convent.
Amb l'extinció dels ordes religiosos masculins al país (1834), la comunitat de franciscans fou expropiada i hagué d'abandonar les dependències del convent. Després, encara al segle xix, l'espai el comprà Francis Cook, 1r vescomte de Monserrate.
El 1949 l'immoble fou adquirit per l'estat portugués, i arribà al final del segle XX en precari estat de conservació. A partir del 2000 passà a la responsabilitat de l'empresa "Parcs de Sintra, Monte da Lua, SA", que té com a objectiu central la recuperació de l'espai.

## Característiques
La pobresa es portà a l'extrem en la construcció d'aquest convent. El conjunt edificat inclou una àrea relativament reduïda i diverses cel·les tenen portes revestides amb escorça amb altura inferior a la d'una persona, de manera que obliga a agenollar-se. Els elements decoratius són també escassos. Al refectori hi ha una gran llosa de pedra com a taula, regal del cardenal rei D. Henrique.

## Cronologia[2]
- 1560 - El convent s'edifica per ordre de D. Álvaro de Castro;
- 1834 - Extinció dels ordes religiosos a Portugal;
- 1873 - Adquisició per la família Cook;
- 1949 - Adquisició per l'estat portugués;
- 1995 - la serra de Sintra, on és el Convent dels Capuchos, és classificada per la UNESCO com a Paisatge Cultural, Patrimoni de la Humanitat.

## Galeria

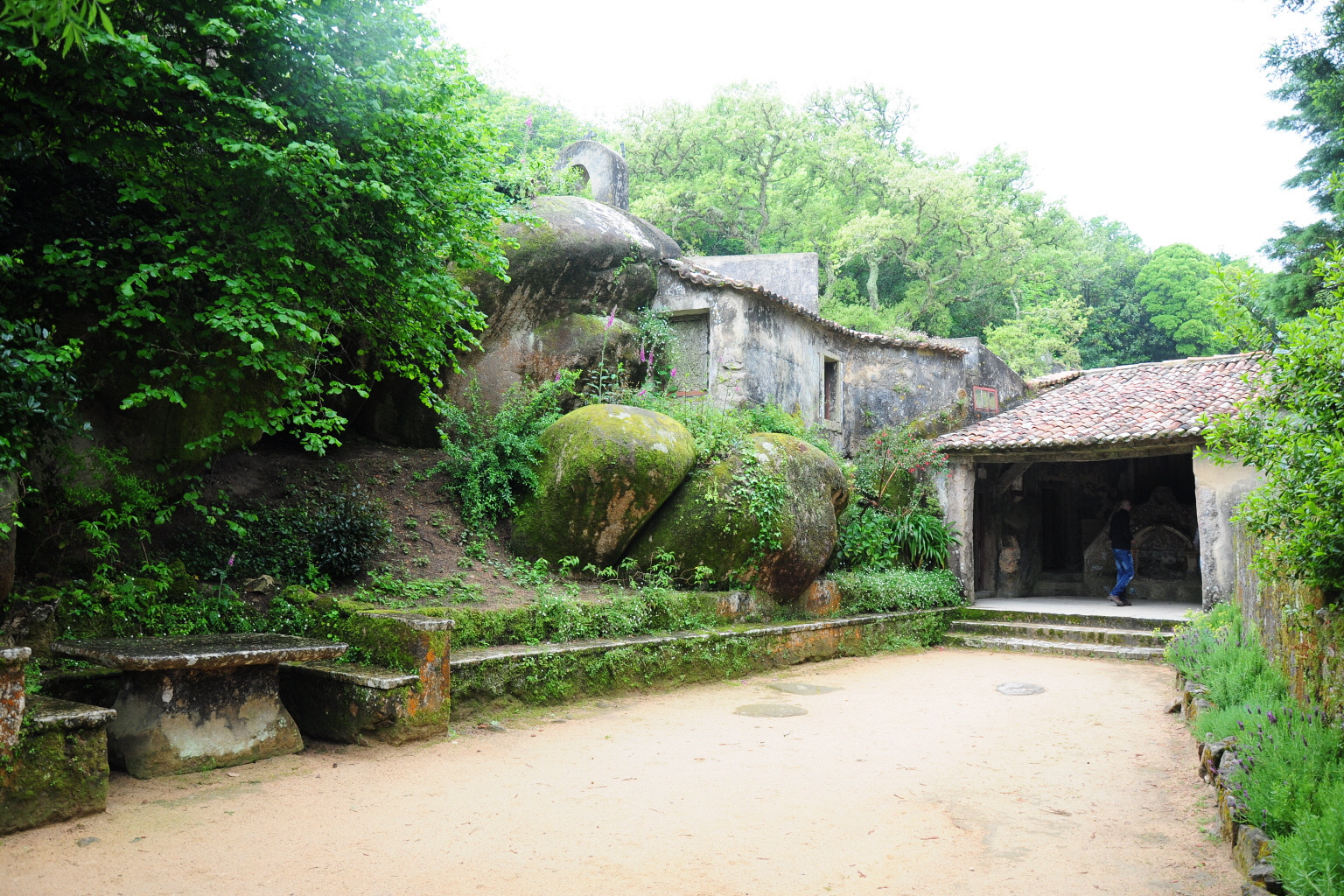
Porteria
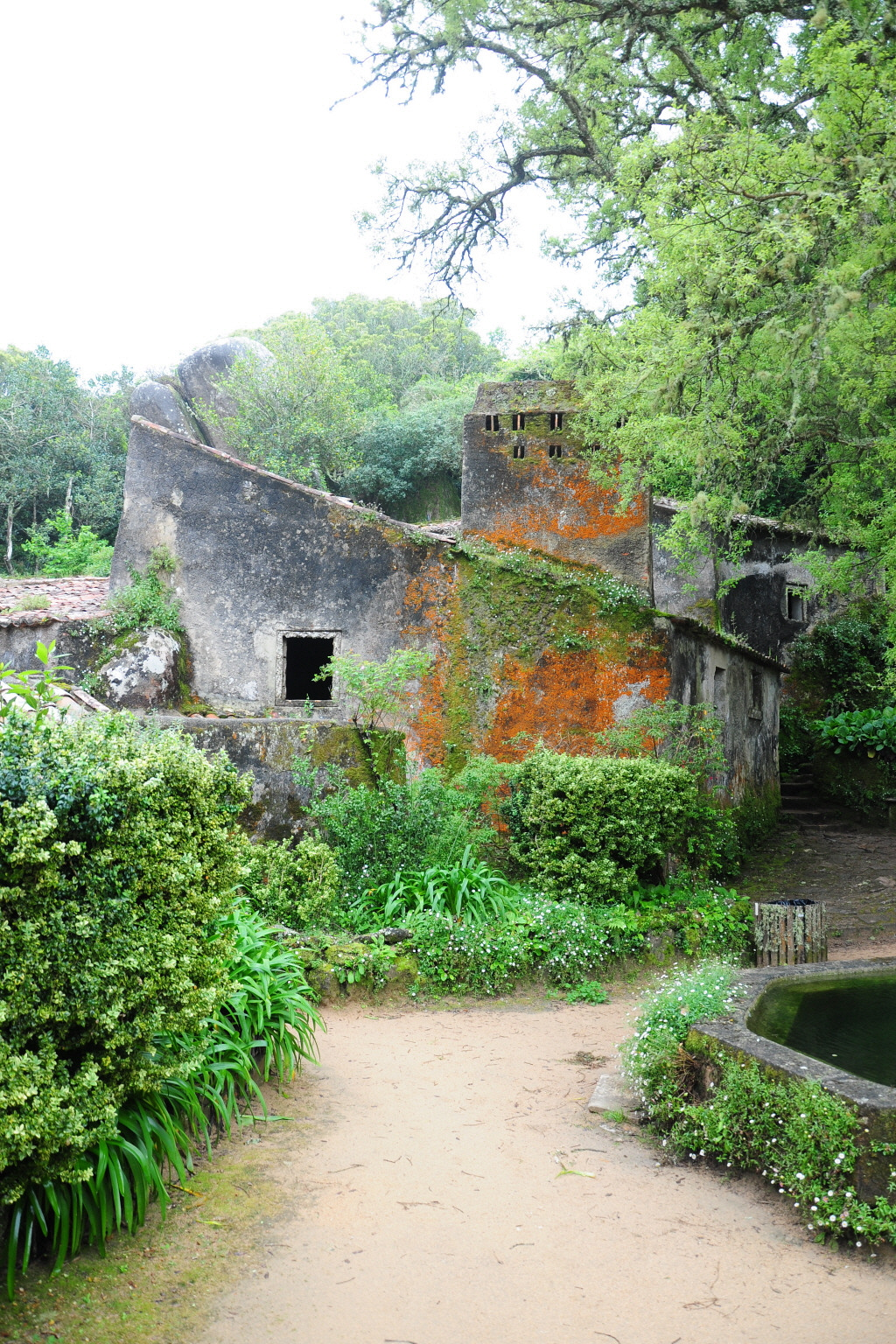
Claustre
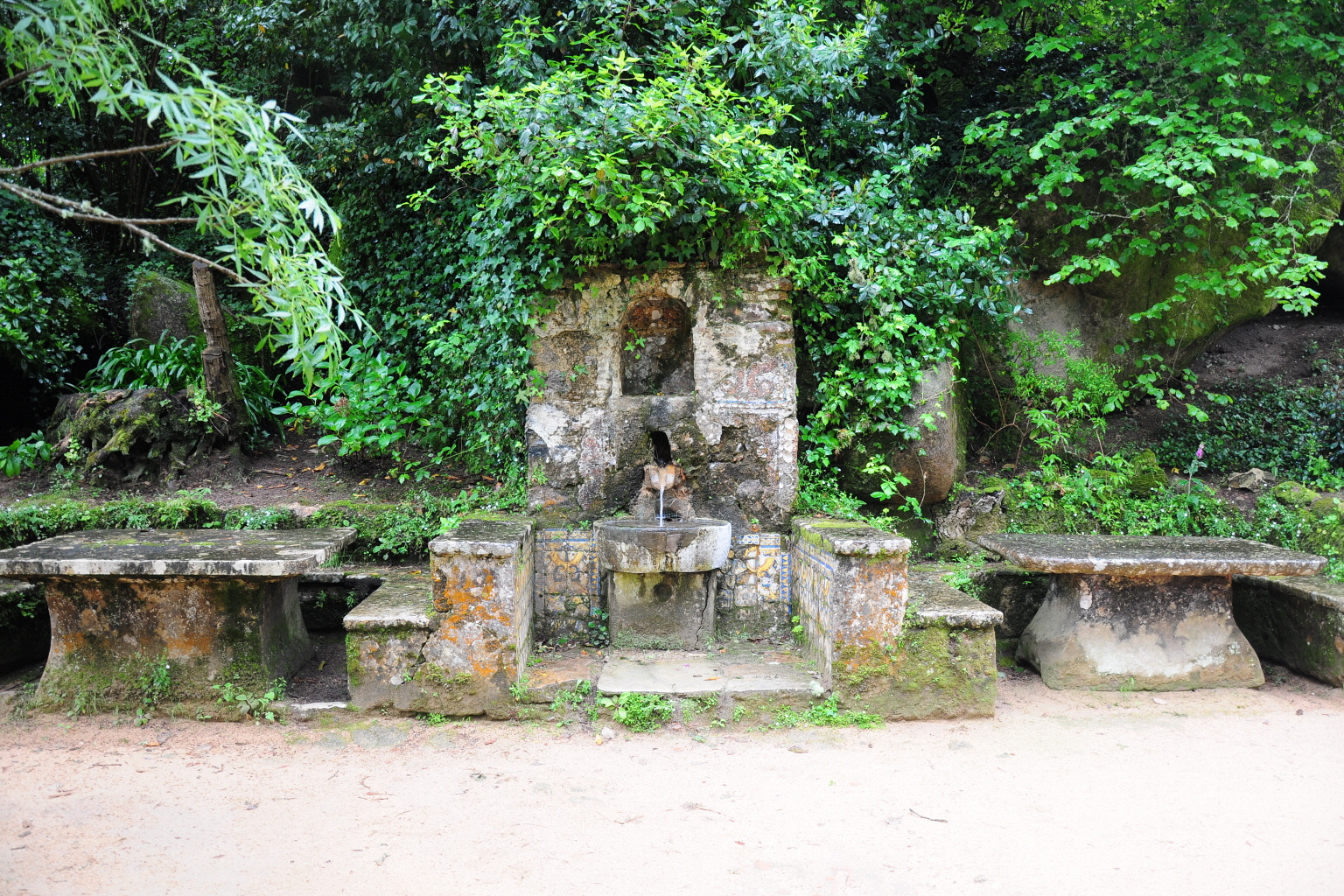
Fontana
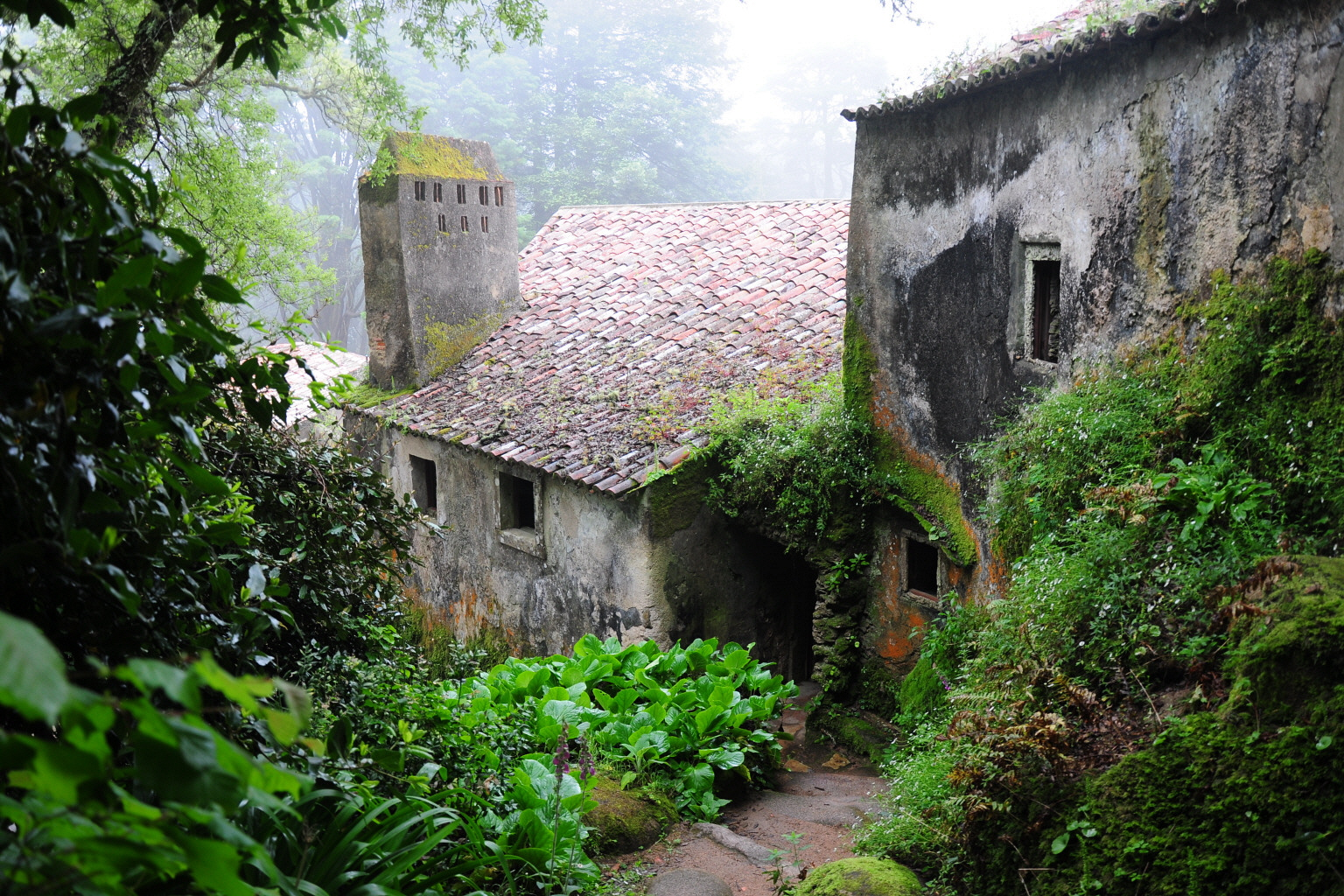
Vista exterior
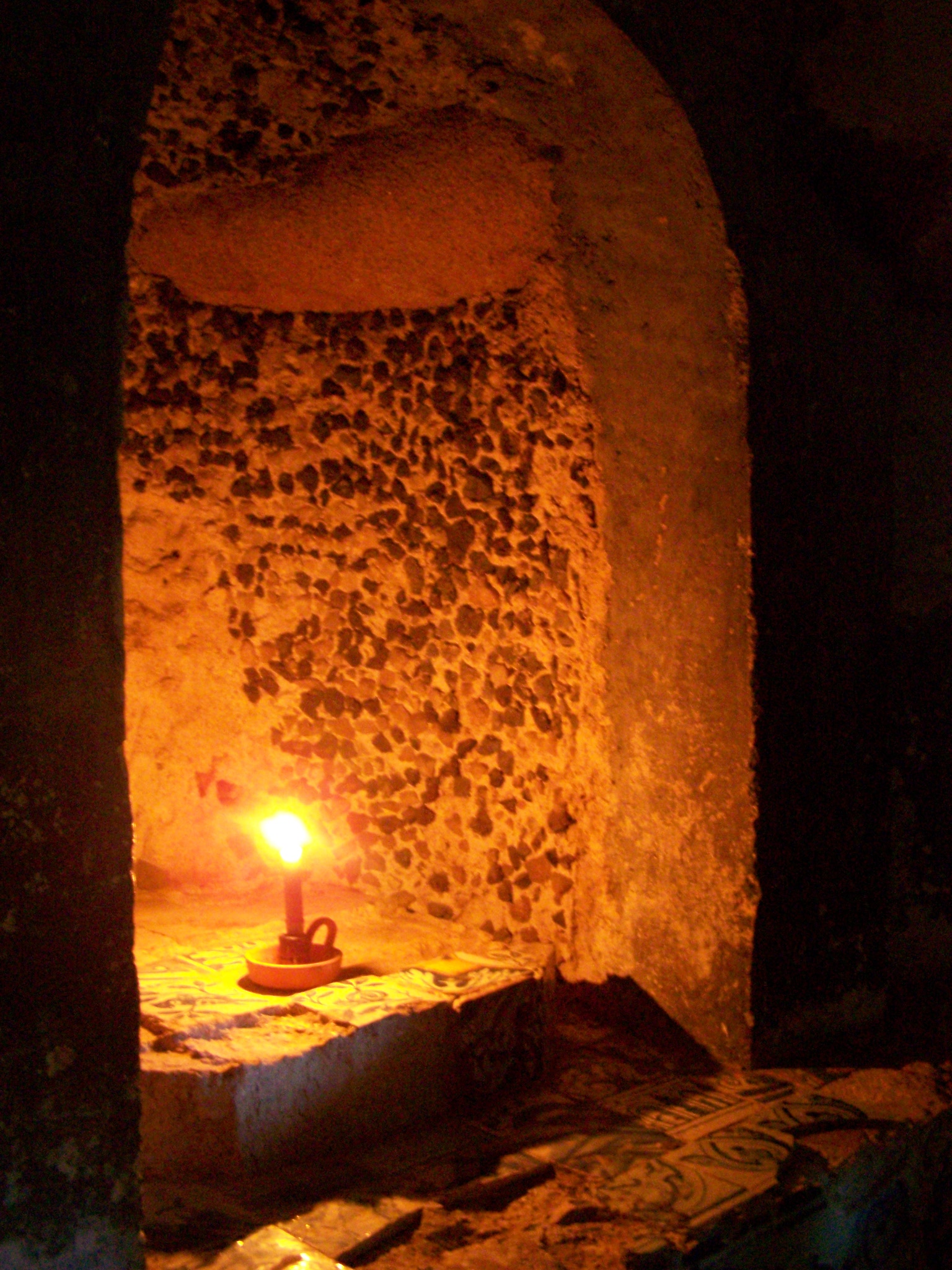
La Sala del Capítol
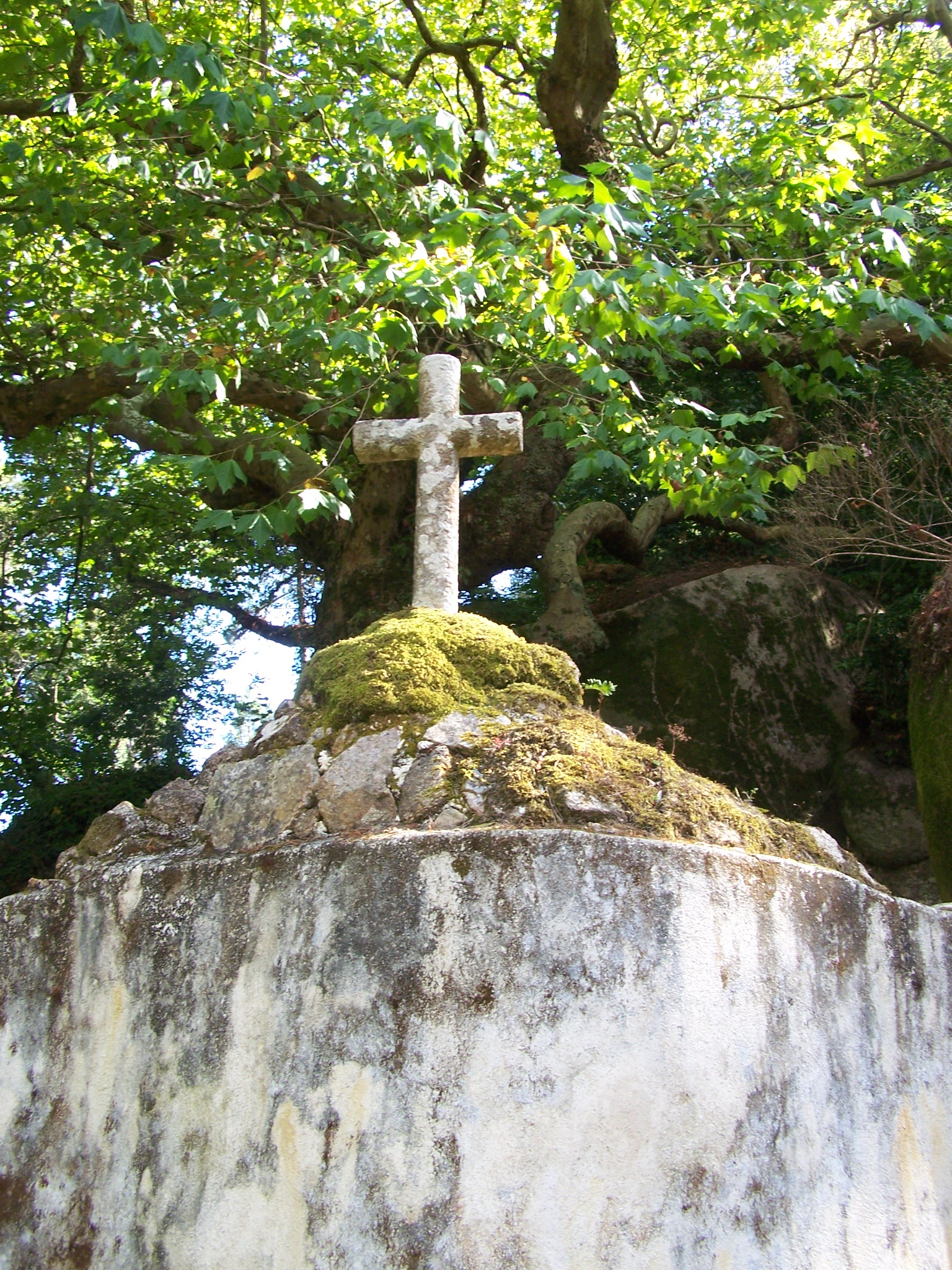
Pati de les creus
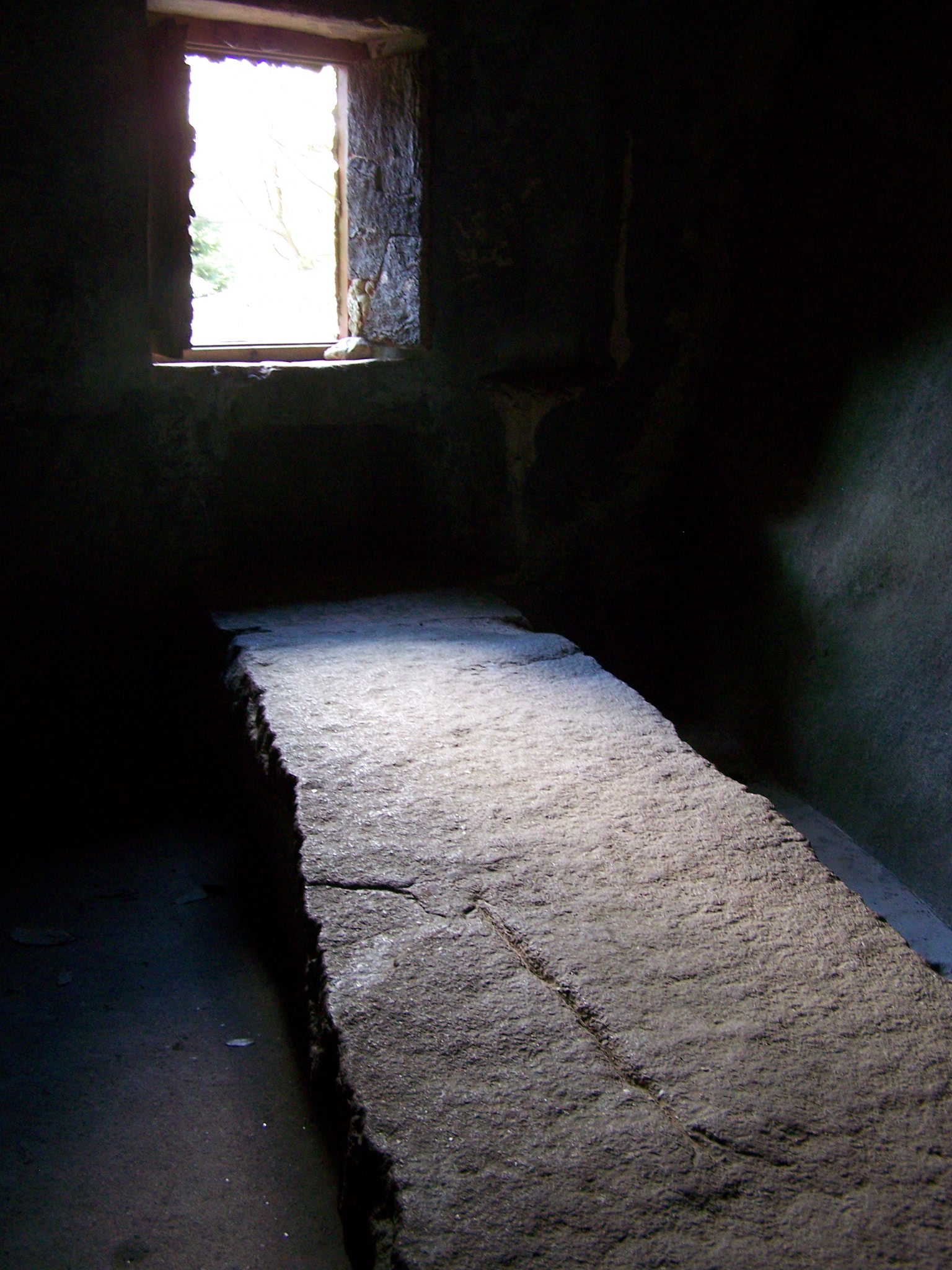
Refectori
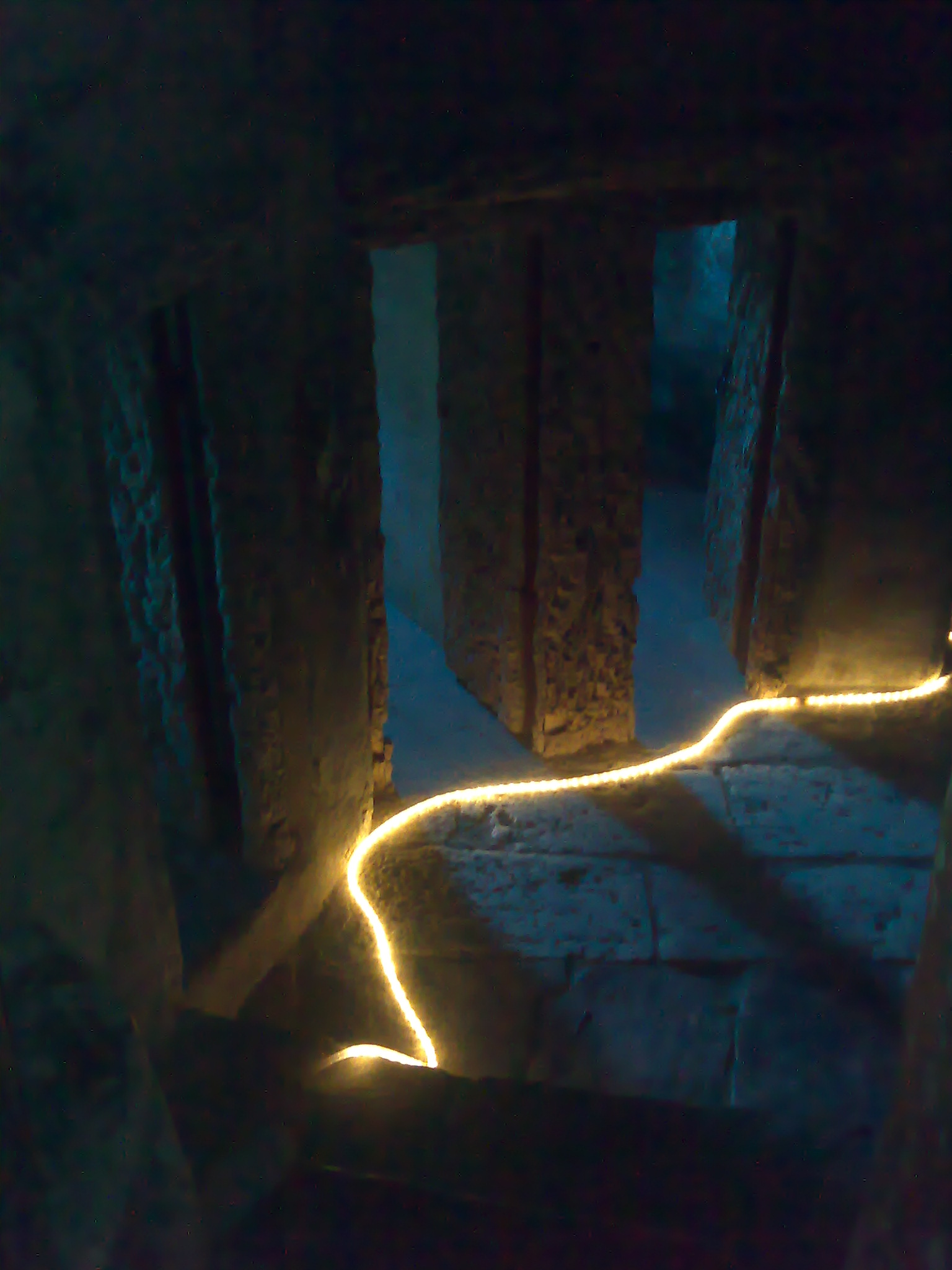
Vista interior, entrada a tres cel·les
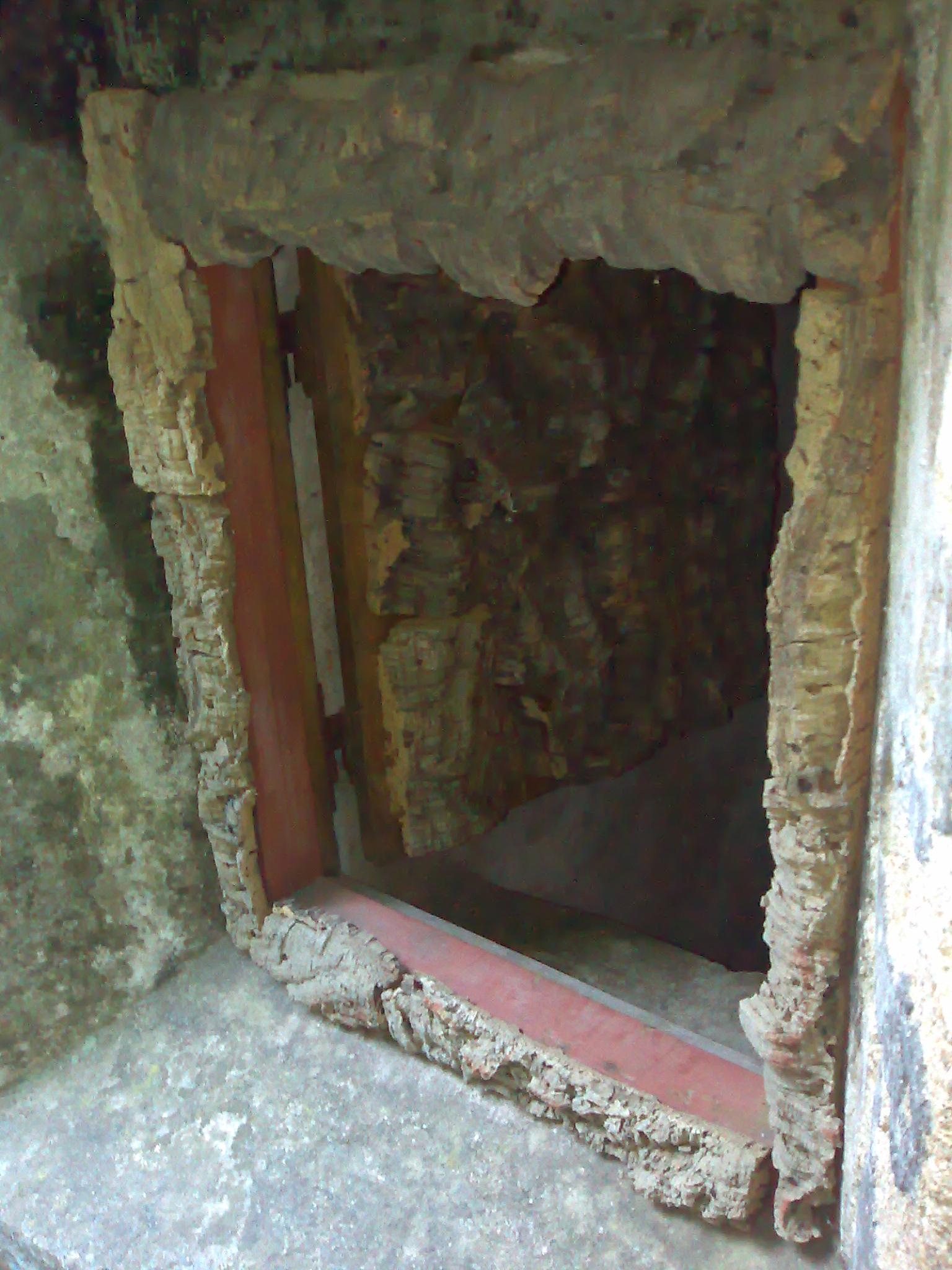
Típica finestra amb acabament en escorça
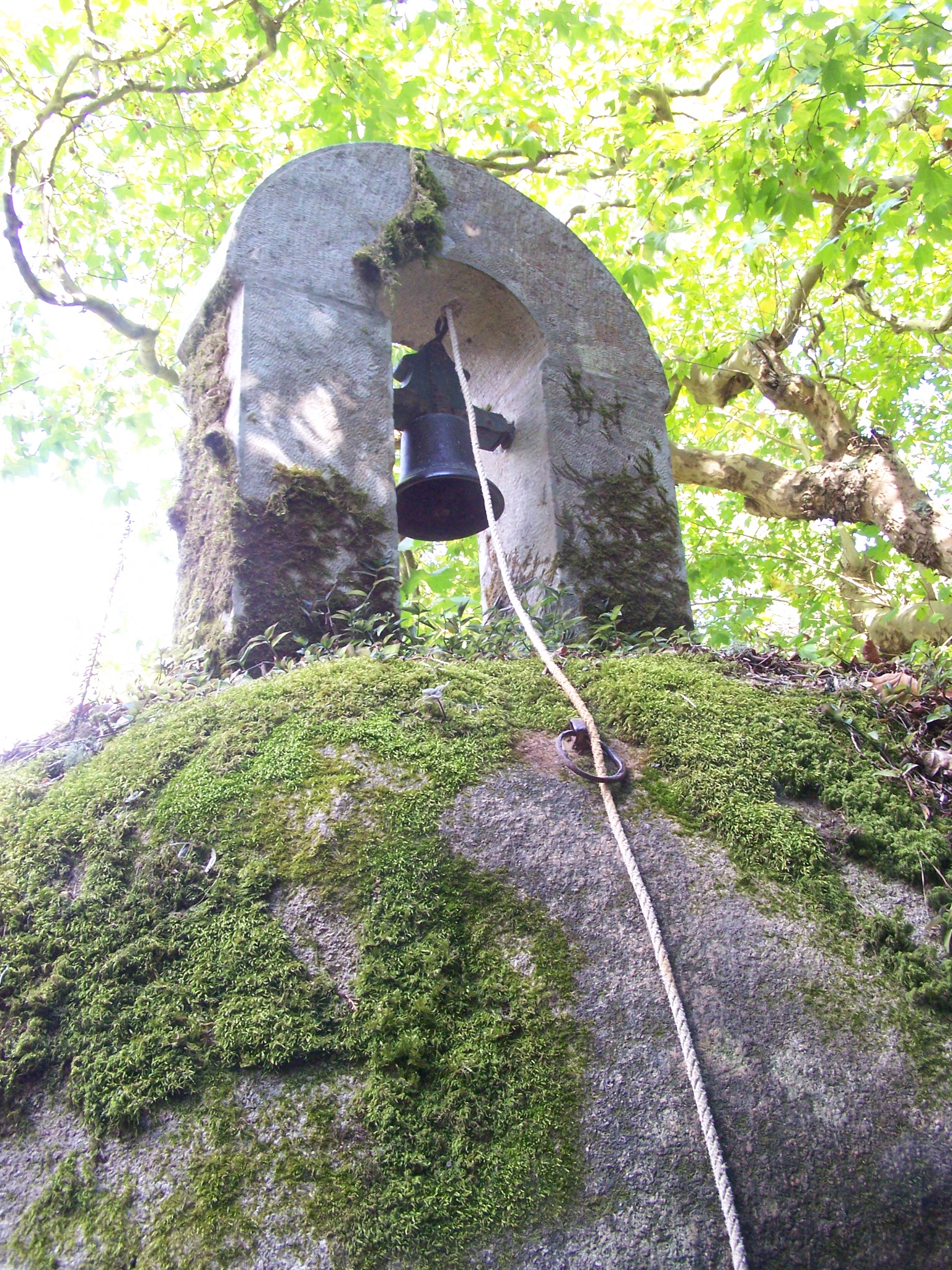
Pati de la campana
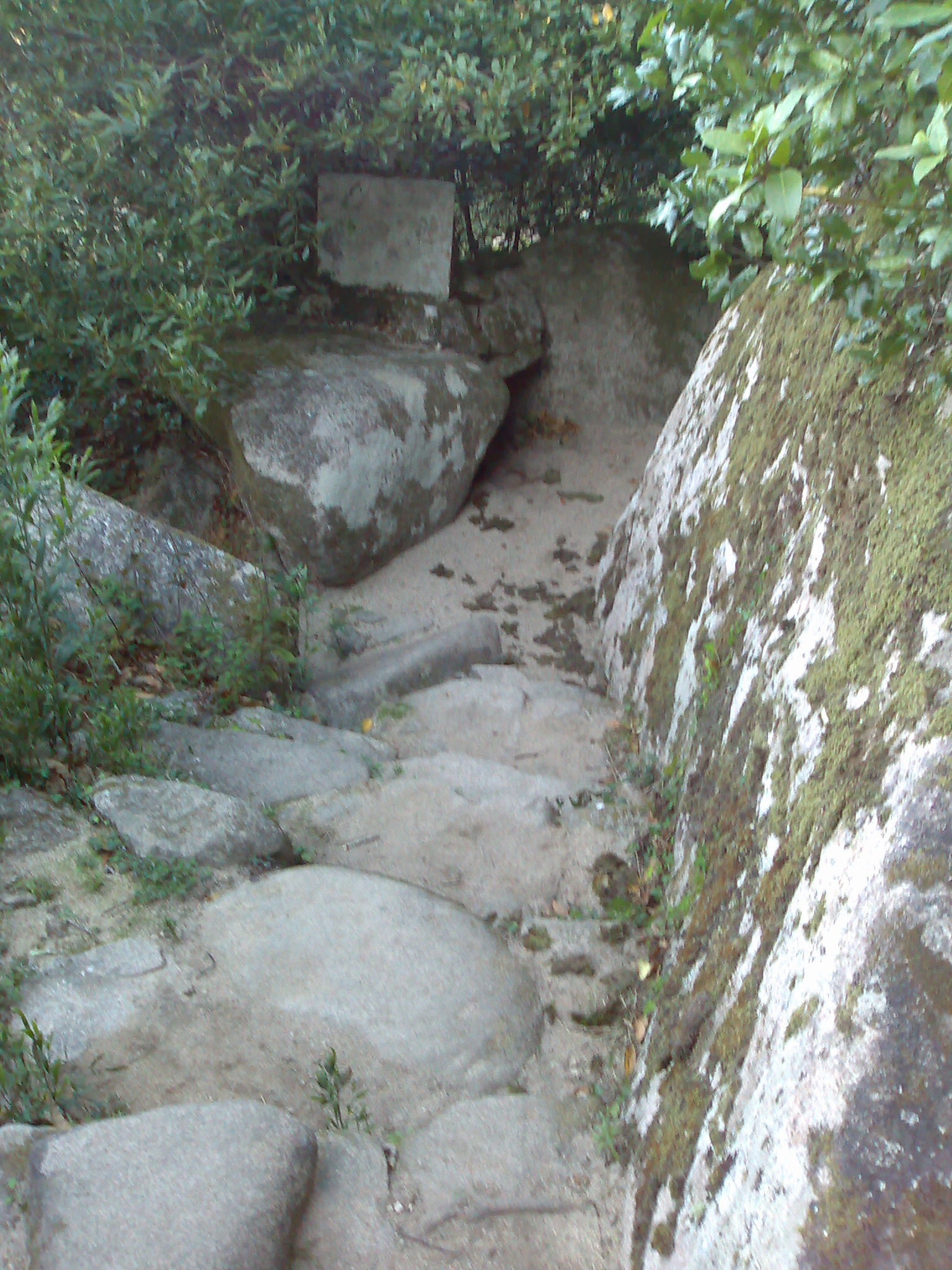
Cova de fra Honório
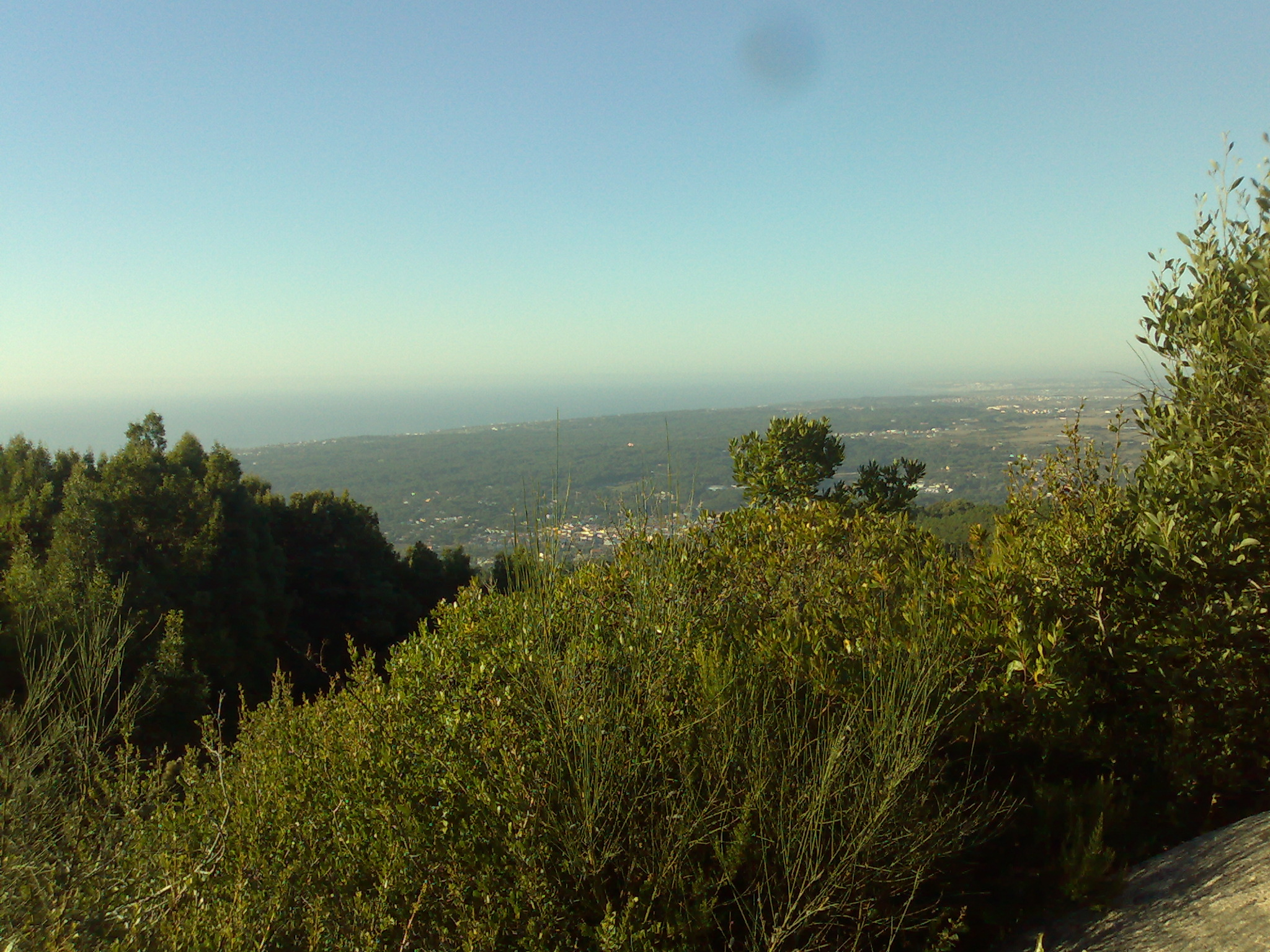
Vista panoràmica a partir del mirador